# Abelha (DC Comics)
Abelha (Bumblebee, no original) (alter-ego de Karen Beecher-Duncan) é uma personagem fictícia, existente no universo compartilhado principal da DC Comics. Ela é um ex-membro dos Novos Titãs e um membro atual da Patrulha do Destino. Sua primeira aparição foi em Teen Titans #45 (dezembro de 1976). Karen adotou a identidade de Abelha três episódios mais tarde, tornando-se a primeira super-heroína afro-americana da DC Comics.

## Poderes e habilidades
Abelha originalmente não tinha super-poderes verdadeiros e suas habilidades foram obtidas a partir do seu traje de batalha super-poderoso de alta tecnologia. O traje aumenta sua força, velocidade, vigor, resistência, agilidade, reflexos, atua como armadura e lhe permite voar e criar dolorosas explosões elétricas que picam como picadas reais de abelha. Atualmente, ela está presa num tamanho reduzido e agora possui super-poderes, portanto, pode voar e produzir explosões supersônicas excepcionalmente fortes.

## Outras versões
- Uma versão criança da Abelha aparece como um dos protagonistas da série Tiny Titans. Aqui, ela é retratada como a namorada de Plasmus, que é descrito como sendo mais um gigante gentil do que um verdadeiro vilão.
- Abelha aparece como parte da equipe liderada pelo Ciborgue, Titãs da Costa Leste, na história de Titans Tomorrow. Ao contrário de sua encarnação canônica, esta versão da Abelha ainda manteve seu super traje e a altura normal.

## Em outras mídias

### Televisão
- Abelha (dublada originalmente por T'Keyah Cristal Keymáh, no Brasil por Fernanda Crispim) aparece em Os Jovens Titãs como uma arrogante, altamente qualificada e pretensiosa ex-aluna da C.O.L.M.E.I.A., que era, na verdade, uma agente disfarçada e foi recrutada para se infiltrar na instalação e aprender suas motivações e segredos para o Aqualad.
Ao contrário de sua encarnação nos quadrinhos, Abelha não usa uma máscara ou óculos de proteção. Ela também usa duas armas em forma de B que provocam picadas elétricas, e suas habilidades de voo e redução de tamanho parecem ser características naturais, não concedidas por um super traje. Enquanto está na forma reduzida, as picadas perdem potência, causando apenas choques dolorosos, mas sua força permanece inalterada.
- Abelha fez algumas aparições na série de quadrinhos Jovens Titãs (#20, 25, 29 e 39).
- Abelha fez algumas participações especiais sem fala em Os Jovens Titãs em Ação, aparecendo no episódio "A Mentira Tem Perna Curta" ("Starliar"), no baile dos Titãs da Costa Leste, num balão em "Dois Zangões e uma Vespa" ("Two Bumblebees and a Wasp"), e com o resto dos Titãs do Leste num restaurante, durante a "Febre do Anuário" ("Yearbook Madness") onde Robin pede a ela para assinar seu anuário.
- Karen Beecher aparece na Justiça Jovem no episódio "Alvos" ("Targets") dublada por Masasa Moyo. Ela aparece como uma estudante normal do ensino médio. Ela é a chefe da equipe de torcida "Zangões" ("Bumblebees"), em referência ao nome de sua revista em quadrinhos. No episódio 18, "Segredos" ("Secrets"), há uma festa de Halloween com muitos heróis fantasiados fazendo participações especiais, uma das quais é Karen vestida como Abelha. Ela também parece estar num relacionamento com Mal Duncan. Em "Feliz Ano Novo" ("Happy New Year"), o primeiro episódio da segunda temporada, Karen tornou-se, oficialmente a Abelha e entrou para a equipe em algum ponto dentro de cinco anos entre as temporadas um e dois.Predefinição:Or

### Filmes
- Uma versão alternativa de Karen Beecher faz uma curta aparição em Liga da Justiçaː Deuses e Monstros dublada por Kari Wahlgren. Ela é uma cientista que faz parte do "Projeto Fair Play" do Luthor, uma contingência do programa de armas para destruir a Liga da Justiça, se for necessário. Karen é vista discutindo o projeto com os outros cientistas envolvidos (isto é, Will Magnus, John Henry Irons, Michael Holt, Pat Dugan, Kimiyo Hoshi, Emil Hamilton, Thomas Morrow e Stephen Shin) antes de serem atacados e mortos pelos Homens de Metal, com exceção de Will Magnus (que secretamente orquestrou o ataque).

### Videogames
- Abelha aparece como uma personagem desbloqueável no jogo Teen Titans, dublada mais uma vez por T'Keyah Crystal Keymáh.
- Abelha é um chefe em Superman Returns. Esta versão é acompanhada por uma "colmeia" de clones e atua como vilã sem explicar o porquê.
- Abelha aparece como uma personagem jogável em Young Justiceː Legacy, dublada por Cree Summer.

### Webséries
- Abelha aparece na websérie DC Super Hero Girls, dublada por Teala Dunn. Ela é uma estudante na escola Super Hero High.